# Kawai Takayasu
Takayasu Kawai (sinh ngày 7 tháng 3 năm 1977) là một cầu thủ bóng đá người Nhật Bản.

## Sự nghiệp câu lạc bộ
Takayasu Kawai đã từng chơi cho Bellmare Hiratsuka, Cerezo Osaka, Jatco và Sagawa Express Tokyo.